# Tragosia
Tragosia är ett släkte av svampdjur. Tragosia ingår i familjen Axinellidae.
Släktet innehåller bara arten Tragosia infundibuliformis.